# Automobilens aerodynamik

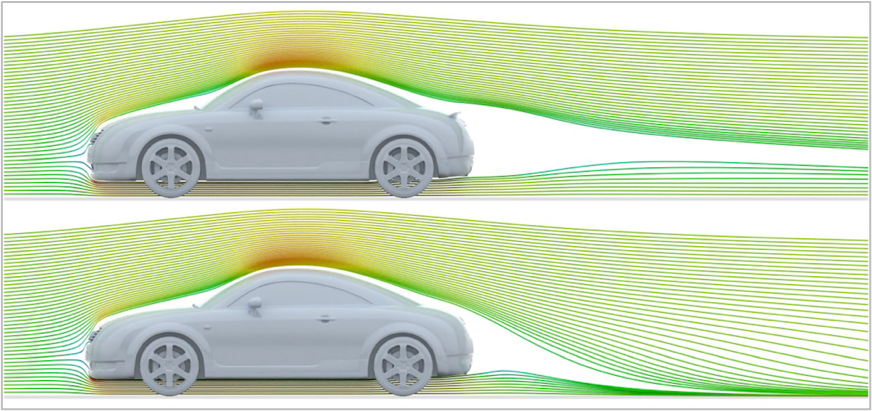
Aerodynamik jämförelse med spoiler och utan

Automobilens aerodynamik är studiet av hur luftmotstånd och luftflöde påverkar en bils prestanda, bränsleförbrukning och stabilitet. En bils aerodynamiska egenskaper är avgörande för dess hastighet, energieffektivitet och väghållning, särskilt vid högre farter. Moderna biltillverkare optimerar karossdesignen för att minska luftmotståndskoefficienten (Cd) och förbättra fordonets marktryck.  

## Historia och utveckling
Aerodynamiken blev en viktig faktor inom bilindustrin i början av 1900-talet, men det var först under 1920-talet och 1930-talet som ingenjörer började designa bilar med aktivt fokus på luftflöde. Paul Jaray, en tysk aerodynamiker, var en av de första att applicera aerodynamiska principer från luftfart på bilindustrin och utvecklade de första strömlinjeformade bilarna.
Under 1950-talet och 1960-talet började sportbilar och racerbilar använda aerodynamiska element som spoiler och diffusorer för att förbättra väggrepp och minska lyftkraft. På 1980-talet infördes mer avancerade aerodynamiska lösningar, inklusive aktiva aerodynamiska system i vissa superbilar och Formula 1-bilar.

## Principer för aerodynamik i bilar
Aerodynamiken hos en bil påverkas av flera faktorer, inklusive:  
- Luftmotstånd – Motståndet som uppstår när bilen rör sig genom luften. Ju lägre luftmotståndskoefficient (Cd), desto bättre energieffektivitet.
- Marktryck (downforce) – Den kraft som pressar bilen mot vägen, vilket förbättrar väggrepp och stabilitet vid höga hastigheter.
- Vindavvisare och spoiler – Används för att styra luftflödet och minska oönskad lyftkraft på bilen.
- Diffusor (fordon) – En aerodynamisk komponent som ökar marktrycket genom att optimera luftflödet under bilen.
- Frontsplitter – En skiva vid bilens front som minskar luftmotståndet och ökar marktrycket.

## Aerodynamik och bränsleförbrukning
En väl utformad aerodynamik kan avsevärt minska bränsleförbrukningen hos både bensin-, diesel- och elbilar. Genom att minska luftmotståndet kan en bil förbruka mindre energi för att hålla en konstant hastighet, vilket är särskilt viktigt för elbilar där räckvidden påverkas direkt av energiförbrukningen.

## Modern teknologi och framtida utveckling
Nya innovationer inom bilindustrin inkluderar:  
- Aktiv aerodynamik – System som kan justera bilens aerodynamiska delar i realtid för att optimera prestanda.
- Kamerabackspeglar – Ersätter traditionella sidobackspeglar för att minska luftmotståndet.
- Underredeoptimering – Släta undersidor på bilen för att minska turbulens och förbättra luftflödet.

Framtidens bilar, särskilt elbilar, utvecklas med aerodynamik i fokus för att maximera energieffektivitet och räckvidd. Tesla Model S och Mercedes-Benz EQS är exempel på fordon med mycket låg luftmotståndskoefficient (Cd).  